# Влатко Стефановски
Владимир Влатко Стефановски (Прилеп, 24. јануар 1957) је југословенски и македонски гитариста и рок певач препознатљив по својим посебним стилом фузионе музике, смесом македонских традиционалних неправилних ритмова и савременог рока.

## Биографија
Рођен је у глумачкој породици и почео је да свира гитару са 13 година, а пре своје двадесете је оформио састав Леб и сол (у коме су поред њега наступали Бодан Арсовски, Никола Кокан Димушевски, Гарабет Тавитјан, Драгољуб Ђуричић и Кирил Џајковски), који је издао 13 албума и наступао широм света. Сем тога, Влатко је издао неколико соло албума и урадио је музику за више филмова и позоришних представа. Такође, радио је музику за многе овдашње велике звијезде Балкана, као што су Здравко Чолић и други.
Тренутно повремено наступа са његовом групом ВС Трио и у акустичном партнерству са Мирославом Тадићем или компонује музику за филм и позориште. Драматург Горан Стефановски је његов брат.
Стефановски је свирао различите гитаре укључујући Gibson SG, Fender Stratocaster - јако измењена са Schecter Guitar Research и Радуловић деловима, Telecaster, Радуловић супер-страт и Pensa-Suhr super-strat. Утицај етна и фолка музике Југоисточне Европе а посебно музике Северне Македоније су препознатљиве у његовом повременом коришћењу ритмова (5/4, 7/8) и нетрадиционалне скале (нпр. Phrygian dominant scale).
Свирао је соло гитару у песми За милион година састава ЈУ Рок мисија од извођача некадашње СФРЈ којом је упућена подршка Бобу Гелдофу, који се борио за људска права у Африци, а чија је акција кулминирала концертом Live Aid 13. јула 1985.

### Почеци каријере и откриће етно-рока (1976—1979)
Стефановски је почео да стиче славу на југословенској рокенрол сцени током времена проведеног у групи Леб и сол, његовом трећем бенду. Бендов први сингл Ние Четворицата / Деветка из 1977. већ је наговестио његово гитарско умеће, још док је Влатко имао само 19 година. Они су наступили на свом првом великом концерту као предгрупа бенда Бијело дугме, који се сматра за најпопуларнији југословенски бенд. И ако је бенд тада био практично непознат, легенда каже да су и публика и чланови бенда Бијело дугме били одушевљени њиховим извођењем песме Кокошка.
У својим раним годинама, Стефановски је заслужан за измишљање стила музике познате под називом етно-рок. Овај стил карактерише фузија класичне рокенрол музике са народним елементима, у његовом случају из његове родне Македоније. Овај стил доминира у њихова прва два албума, Леб и сол и Леб и сол 2. Њихов трећи албум Ручни рад представља напуштање овог сила и прелазак на џез-рок фузију.

### Фаза новог таласа (1980—1986)
Након одласка клавијатуристе Кокана Димушевског из групе Леб и сол, бенд је почео да развија нови стил по узору на Азру, Хаусторa и друге популарне бендове у Југославији тог времена. Они су задржали неке елементе њиховог пређашњег етно стила, што је видљиво на пример у извођењу македонске народне песме Ајде сонце зајде на албуму Бесконачно.

### Поп рок фаза (1987—1991)
У касним 80-тим Стефановски је почео да преузима већу уметничку контролу над Леб и солом, пишући готово све њихове песме. На овим каснијим албумима су све песме имале вокале, насупрот њиховим ранијим албумима, у којим је скоро свака песма била инструментал.

### КрајЛеб и солаи соло почеци (1991—1995)
Током овог периода, Стефановски је почео да ради на разним пројектима укључујући компоновање музике за филмове и представе као и на пројектима са другим музичарима. Током овог времена имао је турнеју са групом Леб и сол али бенд није издао ниједан нови албум. Једини нови материјал који су издали у овом периоду је било њихово извођење македонског народног класика Учи ме мајко, карај ме.
У овом периоду Стефановски је такође издао и свој први соло албум Cowboys & Indians. Албум је добио умерено критичко признање. Неке од песама са албума се и даље појављују у његовим редовним наступима, укључујући насловну нумеру и баладу Кандилце.

### Оживљавање фолка, ВС Трио и соло радови (1996—)
Откако је напустио Леб и сол, Стефановски је искоритио своју новооткривену слободу да се бави небројеним другим музичким пројектима. Од 1998. имао је турнеје и свирао је македонске народне песме искључиво са колегом гитаристом Мирославом Тадићем. За разлику од ранијих наступа ови су били углавном на акустичној гитари.
Стефановски се вратио својим етно-рок коренима из Леб и сола са његовим Влатко Стефановиски триом. Њихов деби албум из 1998. је примио велико признање од стране критике и помогао у дефинисању новог звука Влатка Стефановског. Стефановски је снимио неколико соло албума под његовим именом током овог периода. Звук на овим албумима варирао је од попа на албуму Кула од карти до блуза на албуму Thunder From The Blue Sky.
У 2006. је урадио турнеју повратка са групом Леб и сол обилазећи бивше југословенске републике. Након турнеје бенд је наставио да наступа без Стефановског.
Године 2012, Томи Емануел, Стоћело Розенберг и Влатко Стефановски су формирали бенд под називом Kings of Strings и започели турнеју средином марта.

### Опрема
Влатко Стефановски је користио разне гитаре и гитарска појачала. У његове омиљене гитаре спадају Gibson Les Paul Custom 1959, Gibson SG, Fender Stratocaster, Telecaster, Pensa Suhr, Gibson L-5, Радуловић гитаре, Yamaha, Hamer, MK guitars signature као и његова главна гитара Leo Scala потписана са VS. Гитарска појачала која је користио на концертима су: DV Mark Bad Boy, Vox AC30, Fender '57 Twin, MK signature VS Overdrive special, Fender Deluxe Reverb 57', Fender Hot Road Deville и Marshall JCM800.

### Ефекти
Влатко ретко користи ефекте у правом смислу те речи али неке од његових главних педала су: Fulltone Full-Drive Mosfet 2 10th Anniversary, Dunlop Crybaby, Boss DD-7, Boss CH-1, Boss CS-3 и Turbo Rat.

## Дискографија и радови

### Албуми
1. Зодијак (са Бобаном Арсовским - Third ear music - 1990)
2. Cowboys & Indians (Third ear music - 1994)
3. Сарајево (Third ear music - 1996)
4. Gipsy Magic (Third ear music - 1997)
5. Крушево (са Мирославом Тадићем - MA recordings - 1998)
6. Влатко Стефановски Трио (Third ear music - 1998)
7. Live in Belgrade (са Мирославом Тадићем - Third ear music - 2000)
8. Пут на Сунце (IFR - Kalan - 2000)
9. Кино култура (Third ear music - 2001)
10. Кула од карти (Avalon Production - 2003)
11. Трета мајка (са Мирославом Тадићем - Avalon Production - 2004)
12. Thunder From The Blue Sky (Влатко Стефановски трио са Јаном Акерманом и Дамиром Имеријем - Esoteria Records - 2008)
13. Сеир (Кроација рекордс - 2014)
14. Матерњи језик (Кроација рекордс, 2017)
15. Taftalidže shuffle (Кроација рекордс, 2020)

### Филмска музика
- Шмекер (Зоран Амар, 1985. југословенски)
- За срећу је потребно троје (Рајко Грлић, 1986. југословенски)
- Заборављени (Дарко Бајић, 1989. југословенски)
- Клопка (Суада Капић, 1990. југословенски)
- Почетни ударац (Дарко Бајић, 1991. југословенски)
- Suicide guide (Ербил Алтанај, 1996. македонски)
- Небо гори модро (Јуре Первање, 1996. словенечки)
- Gipsy magic (Столе Попов, 1997. македонски)
- 3 Summer Days (Мирјана Вукмановић, 1997. југословенски)
- Journey to the Sun (Yesim Ustaoglu, 1998. турски)
- Небеска удица (Љубиша Самарџић, 2000. југословенски)
- Серафим, светионичарев син (Вицко Руић, 2002. хрватски)
- Кад сване дан (Горан Паскаљевић, 2012. српски)

### Балет
1. Зодијак (са Бобаном Арсовским 1989)
2. Вакуум (1996)
3. Дабова шума (1998)

### Едукативне ТВ серије
1. Бушава азбука (1985)

### Анимирани филмови
1. Циркус (Дарко Марковић, 1979) са Леб и сол
2. Вјетар (Гоце Васков, 1990)

### Краткометражни филмови
1. Волим воду (Горанка Греиф Соро, 2002)

### Албуми са групом Леб и сол
1. Леб и сол (ПГП-РТБ - 1978)
2. Леб и сол 2 (ПГП-РТБ - 1978)
3. Ручни рад (ПГП-РТБ - 1979)
4. Бесконачно (ПГП-РТБ - 1981)
5. Следовање (ПГП-РТБ - 1981)
6. Акустична траума (ПГП-РТБ - double live - 1982)
7. Калабалак (Југотон - 1983)
8. Тангента (Југотон- 1984)
9. Звучни зид (Југотон - 1985)
10. Као какао (Југотон - 1987)
11. Путујемо (Југотон - 1989)
12. Live in New York (Third ear music - 1991)
13. Anthology (Third ear music - 1995)

## Награде
- 2013: Награда Браћа Карић